# 戰谷
战谷（WarTown）公司，是港台地区的网络游戏代理商、运营商。战谷为和信超媒体旗下子公司。 　　

## 旗下代理游戏
- 《消滅都市2》（已結束營運）
- 《光明战记》（已結束營運）
- 《地狱之门：伦敦毁灭》（已結束營運）
- 《战锤Online》（已結束營運）
- 《戰世紀Online》(已結束營運)
- 《A.V.A Online》（2013/12/16關閉遊戲伺服器，並更換代理商營運(Garena)並於2013年12月23日下午15時開始正式營運，於2019年7月30日上午9點正式關閉 之後由快樂玩代理 由2020年7月9日至今)